# Samsung Galaxy A32
El Samsung Galaxy A32 es un teléfono inteligente Android de gama media desarrollado y fabricado por Samsung Electronics. Siendo el sucesor del Galaxy A31, el teléfono es similar a su predecesor, pero cuenta con una cámara principal mejorada de 64 MP. El dispositivo también viene con una variante 5G con cámara y pantalla reducidas (cámara principal de 48 MP y pantalla PLS TFT), pero con un SoC más rápido.
El Galaxy A32 5G fue el primero que se lanzó el 22 de enero de 2021, mientras que el Galaxy A32 se lanzó posteriormente el 17 de febrero de 2021.

## Especificaciones

### Diseño
El Galaxy A32 usa vidrio templado para proteger la pantalla, el marco de plástico y la parte posterior de plástico. Hay 4 opciones de color para ambos dispositivos, llamados Awesome Black (negro), Awesome White (blanco), Awesome Blue (azul) y Awesome Violet (violeta).

#### Dimensiones físicas y peso

##### Variante 4G
- 158,9 × 73,6 × 8,4 mm (6,26 × 2,90 × 0,33 pulg.) (Al. × An. × Pr.)
- 184 gramos (~ 6,49 onzas)

##### Variante 5G
- 164,2 × 76,1 × 9,1 mm (6,46 × 3,00 × 0,36 pulg.) (Al. × An. × Pr.)
- 205 gramos (~ 7,23 onzas)

### Hardware
El Galaxy A32 4G usa el SoC MediaTek Helio G80 (12 nm) con CPU de ocho núcleos (x2 Cortex-A75 2.0 GHz + x6 Cortex-A55 1.8 GHz) y GPU Mali G52-MC2. Ejecuta Android 13 con One UI 5.1. Tiene 64GB o 128GB de memoria interna (ROM) con 4GB - 8GB de RAM. Tiene ranura para tarjeta de memoria microSDXC externa extraíble (ranura dedicada, admite un máximo de 512 GB). Tiene una ranura SIM (nano-SIM) simple o doble (dual-SIM). Dispone de batería Li-Ion de 5000 mAh (no extraíble) con soporte de carga rápida de 15W. Soporta redes GSM, HSPA y LTE. También tiene un altavoz y un jack de audio de 3.5 mm.
El Galaxy A32 5G utiliza el SoC MediaTek MT6853 Dimensity 720 5G (7 nm) con CPU de ocho núcleos (x2 Cortex-A76 2.0 GHz + x6 Cortex-A55 2.0 GHz) y GPU Mali G57-MC3. Ejecuta Android 13 con One UI 5.1. Tiene 64 GB o 128 GB de memoria interna (ROM) con 4-8 GB de RAM. Tiene ranura para tarjeta de memoria microSDXC externa extraíble (usa ranura SIM compartida, admite un máximo de 512 GB). Tiene ranura para SIM (nano-SIM) simple o híbrida dual (dual-SIM). Posee batería Li-Ion de 5000 mAh (no extraíble) con soporte de carga rápida de 15W. Admite redes GSM, CDMA, HSPA, LTE y 5G. También tiene un altavoz y jack de audio de 3.5 mm.

#### Pantalla

##### Variante 4G
- Súper AMOLED, tasa de refresco de 90 Hz, brillo de 800 nits (HBM), pantalla Infinity-U
- 6,4 pulgadas con 98,9 cm2 cuerpo a pantalla, ~84,6 % de superficie útil.
- Resolución de 1080 × 2400 píxeles, relación 20:9 con densidad de ~411 ppi

##### Variante 5G
- PLS TFT, tasa de refresco de 60 Hz, pantalla Infinity-U
- 6,5 pulgadas con 102 cm2 cuerpo a pantalla, ~81,6 % de superficie útil.
- Resolución de 720 × 1600 píxeles, relación 20:9 con una densidad de ~270 ppi.

#### Cámara

##### Variante 4G

###### Cámara trasera
Configuración de cámara cuádruple:
- Cámara principal de 64 MP (apertura f/1.8, distancia focal de 26 mm, PDAF)
- Cámara ultra gran angular de 8 MP (apertura f/2.2, campo de visión de 123˚, tamaño de sensor de 1/4,0", tamaño de píxel de 1,12 µm)
- Cámara macro de 5 MP (apertura f/2.4)
- Sensor de profundidad de 5 MP (apertura f/2.4)

###### Cámara frontal
- 20MP (apertura f/2.2)

###### Características
- Flash LED único, panorama, HDR

###### Grabación de vídeo
- 1080p a 30fps
- 720p a 120fps

##### Variante 5G

###### Cámara trasera
Configuración de cámara cuádruple:
- Cámara principal de 48 MP (apertura f/1.8, distancia focal de 26 mm, tamaño de sensor de 1/2,0", tamaño de píxel de 0,8 µm, PDAF)
- Cámara ultra gran angular de 8 MP (apertura f/2.2, campo de visión de 123˚, tamaño de sensor de 1/4,0", tamaño de píxel de 1,12 µm)
- Cámara macro de 5 MP (apertura f/2.4)
- Sensor de profundidad de 2 MP (apertura f/2.4)

###### Cámara frontal
- 13MP (apertura f/2.2)

###### Características
- Flash LED único, panorama, HDR

###### Grabación de vídeo
- 4K a 30fps
- 1080p a 30fps/120fps
- 1080p a 30fps (frontal)

#### Sensores

##### Variante 4G
- Sensor de huellas dactilares dentro de la pantalla (óptico)
- Acelerómetro
- giroscopio
- Sensor de proximidad
- Brújula

##### Variante 5G
- Sensor de huellas dactilares en el lateral
- Acelerómetro
- giroscopio
- Sensor de proximidad
- Brújula

#### Conectividad

##### Variante 4G
- WLAN: Wi-Fi 802.11 a/b/g/n/ac, dual-band, Wi-Fi Directo, hostpot
- Bluetooth 5.0, A2DP, LE
- GPS con A-GPS, GLONASS, GALILEO, BDS
- NFC (depende del mercado/región)
- Radio: FM, RDS, grabación
- USB tipo C 2.0, USB OTG

##### Variante 5G
- WLAN: Wi-Fi 802.11 a/b/g/n/ac, dual-band, Wi-Fi Directo, hostpot
- Bluetooth 5.0, A2DP, LE
- GPS con A-GPS, GLONASS, GALILEO, BDS
- NFC (depende del mercado/región)
- Radio: sin especificar
- USB tipo C 2.0, USB OTG

## Recepción
El dispositivo recibió una recepción positiva, pero la cámara, especialmente la variante 4G, se consideró mediocre con la revista Wired dándole un 8/10,  The Verge le dio un 7.5/10.